# Боніфацій Мукука
Боніфацій Мукука (англ. Boniface Mukuka; 6 лютого 1972) — замбійський боксер, призер Всеафриканських ігор.

## Аматорська кар'єра
- На Іграх Співдружності 1994 програв у другому бою Дункану Каранджа (Кенія) і отримав бронзову медаль.
- На Всеафриканських іграх 1995 програв у другому бою Річарду Суні (Маврикій) і отримав срібну медаль.
- На Олімпійських іграх 1996 у першому бою переміг Мохамеда Збір (Марокко), а в другому програв Альберту Пакеєву (Росія).